# Бурачук Василь Васильович
Васи́ль Васи́льович Бурачу́к (нар. 18 травня 1994, смт Красноїльськ, Сторожинецький район, Чернівецька область, Україна — 2 червня 2017, с. Богданівка, Волноваський район, Донецька область, Україна) — сержант Збройних сил України, учасник російсько-української війни. Позивні «Комод», «Циган».

## Життєпис
Народився 1994 року в смт Красноїльськ Чернівецької області, неподалік українсько-румунського кордону. 2001 року разом з батьками переїхав у село Журавка Городищенського району Черкаської області. Займався спортом.
Під час російської збройної агресії проти України 27 травня 2015 року був призваний на строкову військову службу, а вже 30 вересня підписав контракт із ЗСУ. Брав участь в антитерористичній операції на Сході України.
Сержант, командир бойової машини — командир відділення 30-ї окремої механізованої бригади, в/ч А0409, м. Новоград-Волинський.
2 червня 2017 року загинув у бою на спостережному пункті поблизу села Богданівка Волноваського району, — противник під прикриттям мінометного обстрілу атакував позиції українських захисників зі стрілецької зброї та АГС, бійці 30-ї бригади вступили у бій, сержант Бурачук вибіг з бліндажу, щоб зайняти зручну позицію для бою, і в цей момент йому у шию влучила куля снайпера.
Похований 5 червня на кладовищі села Журавка.
Залишились батьки, дві молодші сестри, цивільна дружина та донька.

## Нагороди та вшанування
- Указом Президента України № 363/2017 від 14 листопада 2017 року, за особисту мужність і самовіддані дії, виявлені у захисті державного суверенітету та територіальної цілісності України, зразкове виконання військового обов'язку, нагороджений орденом «За мужність» III ступеня (посмертно)[4].